# Sonate pour piano no 2 de Smyth
Pour les articles homonymes, voir Sonate pour piano no 2.
La Sonate pour piano no 2 est la deuxième sonate pour piano de la compositrice britannique Ethel Smyth, écrite en 1877.

## Contexte et création
Ethel Smyth compose sa deuxième sonate en septembre 1877 à Leipzig. Elle surnomme elle-même sa sonate « Geistinger Sonata » dans une lettre à sa mère datée du 26 octobre 1877. La Sonate pour piano no 2 est écrite quelques semaines après la Sonate pour piano no 1.

## Structure
L'œuvre comprend trois mouvements :
1. Introduzione. Lento – Allegro assai en 
 et en do dièse mineur ;
2. En 
 et en si bémol mineur ;
3. Finale. Presto con brio en  et en do dièse mineur ;

## Analyse
Cette sonate est fortement influencée par le romantisme allemand. Elle contient aussi une note programmatique, comme la première sonate, mais cette fois, elle est due à l'amour qu'éprouvait la compositrice pour l'actrice Marie Geistinger. Certains passages de la sonate évoquent déjà des pages orchestrales bien plus que pianistiques.